# Sherlock (software)
Sherlock è il motore di ricerca sviluppato dalla Apple Inc. per la ricerca di file all'interno di macOS. Introdotto con Mac OS 8.5 come estensione del Finder di macOS, come i suoi predecessori permetteva di fare ricerche non solo tra i file del computer, ma anche nel web attraverso una serie di plugin. Questi permettevano a Sherlock di sostituire qualunque motore di ricerca, anche grazie a capacità di implementazione molto vaste e di facile utilizzo.
Sherlock è stato sostituito da Spotlight e Dashboard in Mac OS X Tiger, rimanendo comunque nell'installazione standard, sebbene non permetta più di effettuare ricerche all'interno del proprio computer. La sua totale rimozione è avvenuta con Mac OS X Leopard.

## Funzionamento
Sherlock ha un funzionamento molto semplice: nell'installazione standard, senza l'aggiunta di plug-in, permette di effettuare:
- Ricerche su internet: permette di effettuare ricerche nel web inserendo la parola o le parole chiave;
- Ricerche su eBay: si inserisce il termine da ricercare, si può scegliere una fascia di prezzo inserendo il prezzo minimo e quello massimo dell'oggetto e si può anche scegliere di restringere la ricerca ad una determinata categoria. Questa funzione non è disponibile per gli utenti italiani, visto che ricerca esclusivamente all'interno dell'eBay inglese, riportando ovviamente tutti i prezzi in dollari, oltre all'impossibilità di ordinare molti oggetti;
- Ricerche di voli: si inserisce la compagnia aerea (oppure si può fare la ricerca su tutte) e la città di partenza e quella di arrivo. Alcune compagnie aeree meno blasonate sono assenti nell'elenco;
- Ricerche nel dizionario: questa è una funzionalità inutile per gli utenti da Mac OS X Tiger in avanti, essendo un dizionario presente direttamente nel sistema operativo, ma utile per gli utenti delle versioni precedenti. La ricerca viene effettuata esclusivamente in un dizionario inglese;
- Traduzioni automatiche: traduce automaticamente dei testi da una lingua a un'altra. La traduzione è effettuata parola per parola, quindi gli errori sono frequenti. Dall'italiano è possibile tradurre in inglese e francese e viceversa, inoltre sono presenti altre lingue dalle quali è possibile tradurre, ma sempre in inglese e francese;
- Ricerche all'interno dell'assistenza Apple: è possibile ricercare aiuto nel sito del supporto tecnico Apple.